# Homunculus (pjäs)
Homunculus är en aldrig avslutad pjäs av August Strindberg från någon gång mellan 1901 och 1905. Det planerade dramat omarbetades till novellen "Anden i flaskan". Titeln anspelar på den lilla människoliknande varelse, homunculus som trollkarlar och alkemister trott sig kunna framkalla. Motivet förekommer även i Strindbergs roman I havsbandet.